# Affaire Luders

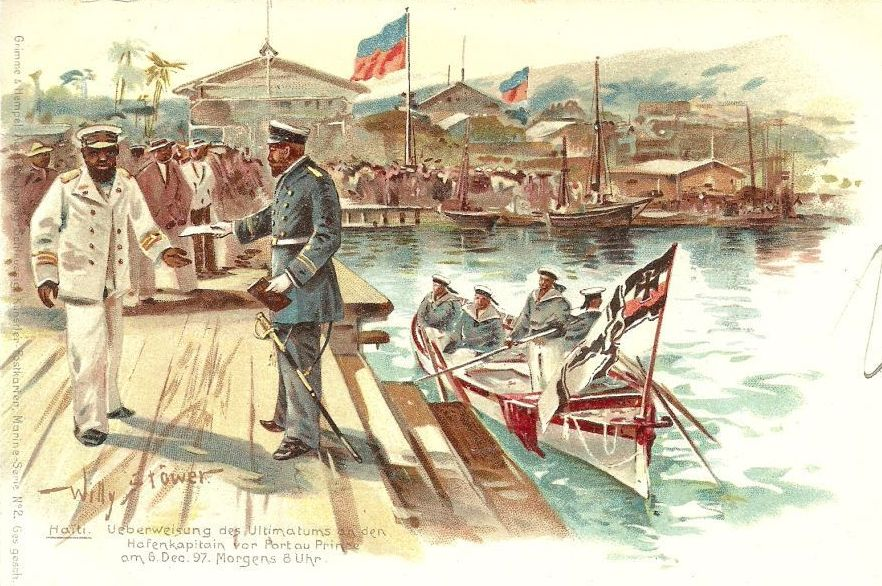
L'ultimatum du 6 décembre 1897.

 (février 2010).
Si vous disposez d'ouvrages ou d'articles de référence ou si vous connaissez des sites web de qualité traitant du thème abordé ici, merci de compléter l'article en donnant les références utiles à sa vérifiabilité et en les liant à la section « Notes et références ».
L'affaire Luders est scandale diplomatique et un affront des plus humiliants pour la nation haïtienne en 1897.

## L'arrestation d'Emile Luders
Le 21 septembre 1897, la police haïtienne recherchait un certain Dorléus Présumé, accusé de vol : elle le trouva, nettoyant une voiture au seuil des Écuries centrales de Port-au-Prince que dirigeait M. Luders. M. Présumé opposant de la résistance, M. Luders fut attiré par le bruit. Pour s'être livré à des voies de fait sur un agent, il fut condamné à un mois de prison par le tribunal de police (21 septembre 1897). Le tribunal correctionnel, jugeant ensuite en appel, estima qu'il y avait eu rébellion avec voies de fait, annula la première sentence et condamna les délinquants à un an de prison (14 octobre 1897).
Le comte Schwerin, chargé d'affaires, réclama la libération immédiate de M. Luders, celui-ci étant d'origine allemande, puis la destitution des juges et la révocation des agents de police impliqués dans l'affaire (17 octobre 1897).
Dans le but sans doute d'une entente, le Gouvernement, après des démarches de M. Powel, ministre des États-Unis, gracia M. Luders qui partit pour l'étranger (22 octobre 1897).

## LeCharlotteet leStein

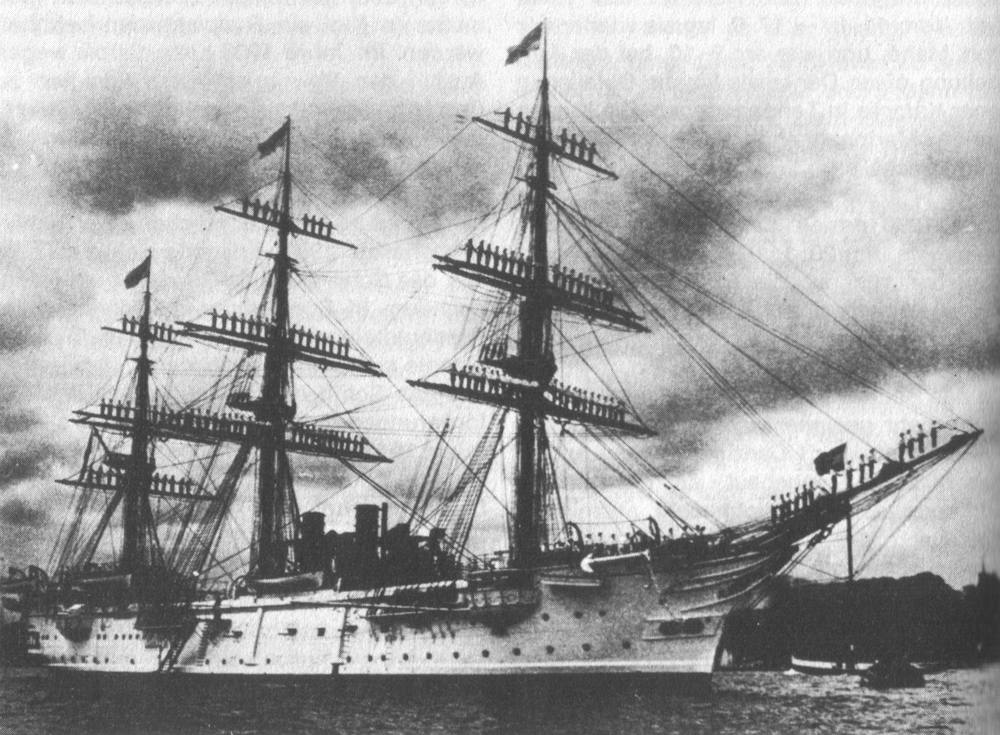
Le bateau de guerre Charlotte.

Le 6 décembre 1897, deux avisos de la marine impériale allemande, la Charlotte et le Stein, mouillaient en rade de Port-au-Prince, sans le salut d'usage, et le commandant Thiele notifia au gouvernement haïtien un ultimatum aux conditions humiliantes dans le fond et la forme : indemnité de vingt mille dollars pour Luders, promesse que Luders pourrait revenir en Haïti, lettre d'excuses au gouvernement de Berlin, salut de vingt-et-un coups de canon au drapeau allemand, et quatre heures pour prendre la décision, sinon ils bombarderaient la ville.
Le gouvernement céda. On hissa le drapeau blanc au mât du palais présidentiel. Cette capitulation porta un coup mortel au prestige du président Sam. Celui-ci démissionna plus tard, le 12 mai 1902.
Cette crise diplomatique engendra une crise financière.

## Sources
- Solon Ménos, L'affaire Luders, Éd. Imprimerie J. Verrollot, 1898.
- Islam Louis Étienne, « Les vautours du 6 décembre », Le Nouvelliste, 2014.
- « Le conflit de l'Allemagne avec Haïti », La Revue diplomatique, Éd. Beauquesne, 21 novembre 1897, p. 4.
- « L'incident d'Haïti », Le Matin, 4 novembre 1897, p. 2.
- « Haïti, le différend avec l'Allemagne », Le Journal des débats, 5 novembre 1897, p. 2.